# Салих Шабановић
Салих Шабановић, рођен 12. јануара 1945 у Пурачићу код Тузле, је босанскохерцеговачки писац.

## Биографија[1]
Објављује збирке песама, поеме, романе i кронике. Поводом јубилеја 40 година његовог књижевног стваралаштва објавио је 2001. године зборник поезије под називом Босна ме зове да певам.
Живи у родном Пурачићу. Тренутно ради у Фабрици соде Лукавац. 